# Spyridium globulosum
Spyridium globulosum är en brakvedsväxtart som först beskrevs av Jacques-Julien Houtou de La Billardière, och fick sitt nu gällande namn av George Bentham. Spyridium globulosum ingår i släktet Spyridium och familjen brakvedsväxter. Inga underarter finns listade i Catalogue of Life.

## Bildgalleri

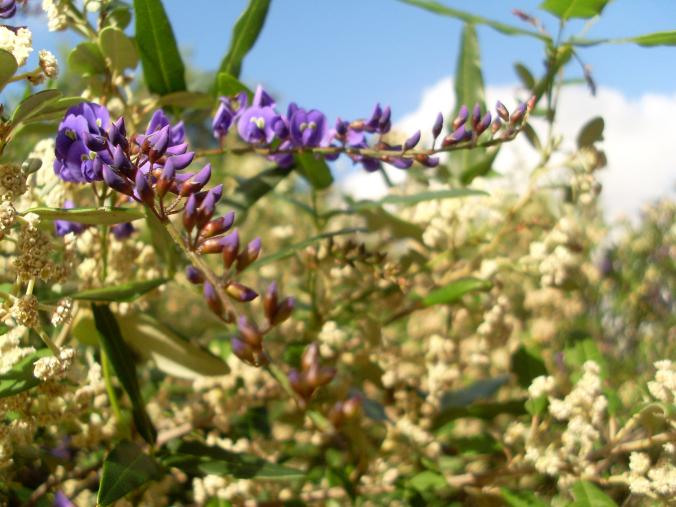
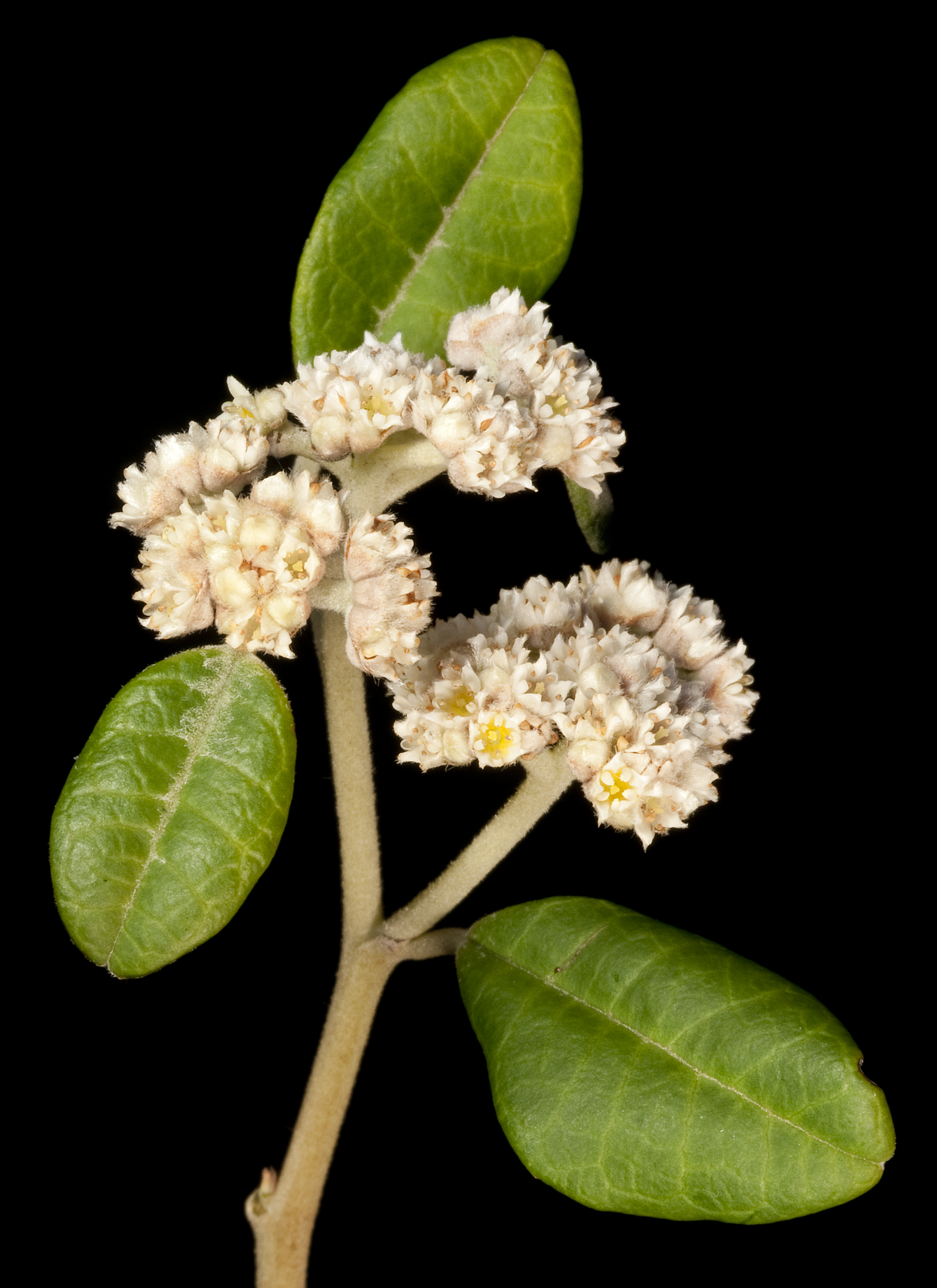